# محمد بن ابی بکر ظهری
محمد بن ابی بکر الظهری نام جغرافی‌دانی از گرانادا اندلس بود. وی کتاب معروفی در زمینهٔ جغرافیا به نام کتاب الجغرافی نگاشته است. وی قابلیت دسترسی به نوشته‌های جغرافی‌دانان مأمون را داشت. ظهری میان سال‌های ۱۱۵۴ و ۱۱۶۱ میلادی درگذشت.